# モレキュラーシアター
モレキュラーシアター (Molecular Theatre) とは、青森県八戸市に拠点を置くパフォーマンスグループ、劇団。日本を代表する前衛アーティスト集団の一つ。

## 概要
日本のパフォーマンスグループおよび劇団の中では海外公演回数が最も多い部類に入る。国内よりも海外からの注目度のほうが高く、公演の比重も圧倒的に国内よりも海外である。そのため、日本での知名度は低い。しかし、日本の現代演劇の最前線のひとつが東京ではなくて青森県にあるという異変は、1990年代の一時東京の演劇関係者の間に危機感を持って伝えられた。同じ青森県の「弘前劇場」も同様に注目され始めた頃である。日本では地方劇団が脚光を浴びる可能性は低いが、海外で公演活動することで世界的知名度を獲得するのに成功したといえよう。
このカンパニー主宰の精神科医豊島重之は、地元八戸での芸術啓蒙活動にも積極的である。市民参加型芸術ボランティアユニットであるICANOFを立ち上げ、内外の芸術家を招待しての「八戸芸術大学」や市民参加による芸術イベントを展開、地域レベルでの芸術の実験にも着手する。

## 舞台作品
- 1983年 「ATELUI」
- 1985年 「一／四（いち・ぱあ・よん）」
- 1986年 「f／F パラサイト」
- 1988年 「BLIND GAME」
- 1989年 「B・TALKIE／BITCH」
- 1990年 「S/S　秘書たち」「ロクス・パラソルス」
- 1992年 「ファサード・ファーム／肖像画商会」
- 1994年  三部作「顔の演劇」「耳の演劇」「脚の演劇＝フットノーテッド」
- 1995年  三部作「顔の演劇」「口の演劇」「脚の演劇」
- 1996年 「HOの演劇」
- 1997年 「HO-58／HO-59」「HO−60」「HO−61／62」「San Nai」
- 1998年 「HO-koriの飼育」「GOZO-OPERA」
- 1999年 「OS-IRIS／OSCILLIS」「Culture of Dust」
- 2000年 「LEGEND OF HO」
- 2002年 「直下型演劇Perpendicular Theatre Directly Above Its Epicenter」「COLDBURN＝低温熱傷性演劇」
- 2003年 「ITADORI」
- 2004年7月 「HO PRIMER ホー・プライマー（呆の手引／法の雷管）」ブレヒト（写真つき4行詩）とベケット（最悪のホー）の離接線上に──
- 2005年 「Configuration error」「NOW OH ON（ナウ・オー・オン
- 2006年 「PANTANAL」
- 2007年 「バレエ・ビオ・メハニカ」「デコイ」